# Ossaea fragilis
Ossaea fragilis är en tvåhjärtbladig växtart som beskrevs av Célestin Alfred Cogniaux. Ossaea fragilis ingår i släktet Ossaea och familjen Melastomataceae. Inga underarter finns listade i Catalogue of Life.